# Unité urbaine de Martres-Tolosane
L'unité urbaine de Martres-Tolosane est une unité urbaine française centrée sur la ville de Martres-Tolosane, département de la Haute-Garonne.

## Données globales
En 2020, selon l'Insee, l'unité urbaine de Martres-Tolosane est composée de deux communes, toutes situées dans l'arrondissement de Muret, subdivision administrative du département de la Haute-Garonne.
L'unité urbaine de Martres-Tolosane appartient à l'aire d'attraction de Toulouse ancienne aire urbaine de Toulouse.

### Communes
Liste des communes appartenant à l'unité urbaine de Martres-Tolosane selon la nouvelle délimitation de 2020 et sa population municipale (liste établie par ordre alphabétique) :
| Nom              | Code Insee | Département   | Statut       | Superficie (km2) | Population (dernière pop. légale) | Densité (hab./km2) | Modifier                                    |
| ---------------- | ---------- | ------------- | ------------ | ---------------- | --------------------------------- | ------------------ | ------------------------------------------- |
| Martres-Tolosane | 31324      | Haute-Garonne | ville-centre | 23,52            | 2 388 (2022)                      | 102                | modifier les données · modifier les données |
| Mauran           | 31327      | Haute-Garonne | banlieue     | 5,09             | 203 (2022)                        | 40                 | modifier les données · modifier les données |

## Évolution démographique
L'évolution démographique ci-dessous concerne l'unité urbaine selon le périmètre défini en 2020.
| 1968  | 1975  | 1982  | 1990  | 1999  | 2008  | 2013  | 2018  | 2019  | 2020  |
| ----- | ----- | ----- | ----- | ----- | ----- | ----- | ----- | ----- | ----- |
| 2 148 | 2 013 | 2 042 | 2 059 | 1 806 | 2 413 | 2 440 | 2 599 | 2 628 | 2 612 |

| 2022  | - | - | - | - | - | - | - | - | - |
| ----- | - | - | - | - | - | - | - | - | - |
| 2 591 | - | - | - | - | - | - | - | - | - |